# Phyllonorycter kamijoi
Phyllonorycter kamijoi là một loài bướm đêm thuộc họ Gracillariidae. Nó được tìm thấy ở Nhật Bản (Honshū, Kyūshū) và Hàn Quốc.
Sải cánh dài 5.5-6.5 mm.
Ấu trùng ăn Castanea crenata và Quercus acutissima. Chúng ăn lá nơi chúng làm tổ.